# Kōnosuke Kusazumi
Kōnosuke Kusazumi (japanisch 草住 晃之介 Kusazumi Kōnosuke; * 12. Juli 2000 in der Präfektur Tokio) ist ein japanischer Fußballspieler.

## Karriere
Kusazumi erlernte das Fußballspielen in der Jugendmannschaft vom FC Tokyo. Die U23-Mannschaft des Vereins spielte in der dritten Liga, der J3 League. Bereits als Jugendspieler absolvierte er acht Drittligaspiele. Im April 2019 wechselte er zur Gakugei-Universität Tokio.